# Elia Bartolini
Elia Bartolini (* 31. Juli 2003 in Cesena, Italien) ist ein italienischer Motorradrennfahrer.

## Karriere
Bartolini, welcher Mitglied der VR46 Riders Academy ist, gab sein Debüt in der Motorrad-Weltmeisterschaft beim Großen Preis von San Marino 2019 in der Moto3-Kategorie als Wildcard-Pilot. Er sammelte als 15. auf Anhieb einen WM-Punkt ein.
Seinen nächsten Moto3-WM-Start wagte Bartolini beim Großen Preis von Italien 2021. Diesmal verpasste er als 20. die Punkte. Beim darauffolgenden Großen Preis von Katalonien trat Bartolini ebenfalls an, diesmal als Ersatzfahrer für den verletzten Carlos Tatay bei Avintia Esponsorama Moto3. Er fuhr als 13. drei Punkte ein.

## Statistik in der Motorrad-Weltmeisterschaft
(Stand: Saisonende 2022)
| Saison | Klasse | Team                             | Motorrad | Rennen | Siege | Zweiter | Dritter | Poles | Schn. Runden | Punkte | Ergebnis |
| ------ | ------ | -------------------------------- | -------- | ------ | ----- | ------- | ------- | ----- | ------------ | ------ | -------- |
| 2019   | Moto3  | SKY Racing Team VR46             | KTM      | 1      | –     | –       | –       | –     | –            | 1      | 34.      |
| 2021   | Moto3  | Team Bardahl VR46 Riders Academy | KTM      | 2      | –     | –       | –       | –     | –            | 7      | 27.      |
| 2021   | Moto3  | Avintia Esponsorama Moto3        | KTM      | 4      | –     | –       | –       | –     | –            | 7      | 27.      |
| 2022   | Moto3  | QJmotor Avintia Racing Team      | KTM      | 20     | –     | –       | –       | –     | –            | 27     | 22.      |
| Gesamt | Gesamt | Gesamt                           | Gesamt   | 27     | 0     | 0       | 0       | 0     | 0            | 35     |          |

Einzelergebnisse
| Saison | 1     | 2           | 3           | 4         | 5          | 6       | 7          | 8           | 9           | 10          | 11          | 12                     | 13         | 14         | 15        | 16             | 17         | 18         | 19       | 20       |
| ------ | ----- | ----------- | ----------- | --------- | ---------- | ------- | ---------- | ----------- | ----------- | ----------- | ----------- | ---------------------- | ---------- | ---------- | --------- | -------------- | ---------- | ---------- | -------- | -------- |
| 2019   | Katar | Argentinien | USA-Texas   | Spanien   | Frankreich | Italien | Katalonien | Niederlande | Deutschland | Tschechien  | Osterreich  | Vereinigtes Konigreich | San Marino | Aragonien  | Thailand  | Japan          | Australien | Malaysia   | \|\|     |          |
| 2019   |       |             |             |           |            |         |            |             |             |             |             | 15                     |            |            |           |                |            |            |          |          |
| 2021   | Katar | Katar       | Portugal    | Spanien   | Frankreich | Italien | Katalonien | Deutschland | Niederlande | Steiermark  | Osterreich  | Vereinigtes Konigreich | Aragonien  | San Marino | USA-Texas | Emilia-Romagna | Portugal   | \|\| \|\|  |          |          |
| 2021   |       |             |             |           |            | 20      | 13         | 12          | 16          |             | 23          |                        |            | DNF        |           |                |            |            |          |          |
| 2022   | Katar | Indonesien  | Argentinien | USA-Texas | Portugal   | Spanien | Frankreich | Italien     | Katalonien  | Deutschland | Niederlande | Vereinigtes Konigreich | Osterreich | San Marino | Aragonien | Japan          | Thailand   | Australien | Malaysia | Valencia |
| 2022   | 18    | 8           | 11          | 19        | 19         | 16      | 16         | 8           | 17          | 14          | DNF         | 16                     | 20         | 15         | 20        | 16             | 18         | 20         | 13       | 17       |

| Legende  | Legende            | Legende                                                          |
| Farbe    | Abkürzung          | Bedeutung                                                        |
| -------- | ------------------ | ---------------------------------------------------------------- |
| Gold     | –                  | Sieg                                                             |
| Silber   | –                  | 2. Platz                                                         |
| Bronze   | –                  | 3. Platz                                                         |
| Grün     | –                  | Platzierung in den Punkten                                       |
| Blau     | –                  | Klassifiziert außerhalb der Punkteränge                          |
| Violett  | DNF                | Rennen nicht beendet (did not finish)                            |
| Violett  | NC                 | nicht klassifiziert (not classified)                             |
| Rot      | DNQ                | nicht qualifiziert (did not qualify)                             |
| Rot      | DNPQ               | in Vorqualifikation gescheitert (did not pre-qualify)            |
| Schwarz  | DSQ                | disqualifiziert (disqualified)                                   |
| Weiß     | DNS                | nicht am Start (did not start)                                   |
| Weiß     | WD                 | zurückgezogen (withdrawn)                                        |
| Hellblau | PO                 | nur am Training teilgenommen (practiced only)                    |
| Hellblau | TD                 | Freitags-Testfahrer (test driver)                                |
| ohne     | DNP                | nicht am Training teilgenommen (did not practice)                |
| ohne     | INJ                | verletzt oder krank (injured)                                    |
| ohne     | EX                 | ausgeschlossen (excluded)                                        |
| ohne     | DNA                | nicht erschienen (did not arrive)                                |
| ohne     | C                  | Rennen abgesagt (cancelled)                                      |
| ohne     | keine WM-Teilnahme |                                                                  |
| sonstige | P/fett             | Pole-Position                                                    |
| sonstige | 1/2/3/4/5/6/7/8    | Punktplatzierung im Sprint-/Qualifikationsrennen                 |
| sonstige | SR/kursiv          | Schnellste Rennrunde                                             |
| sonstige | *                  | nicht im Ziel, aufgrund der zurückgelegten Distanz aber gewertet |
| sonstige | ()                 | Streichresultate                                                 |
| sonstige | unterstrichen      | Führender in der Gesamtwertung                                   |